# 유한익
유한익(1973년 ~ )은 대한민국의 의사 겸 교육 평론가이다.

## 학력 및 경력
- 서울대학교 의과대학 학사
- 서울대학교 의과대학 정신과학 석사/의학박사
- 서울대학교병원 정신건강의학과 전문의
- 서울대학교병원 소아청소년정신과 전임의
- 서울아산병원 소아청소년정신과 교수
- 울산대학교 의과대학 정신건강의학과 교수

## 저서
- 2019년 <같이 있는 부모, 가치 있는 아이>: 두란노